# 景山良斎
景山 良斎（かげやま りょうさい、天保4年（1833年） - 明治23年（1890年））は、日本の医師。医家景山家の4代目。

## 経歴
会見郡中野村（現在の鳥取県境港市中野町）に生まれる。
弘化2年（1845年）3月より嘉永5年（1853年）7月まで7年あまりを親戚の医師景山立碩に漢学、医術を学んだ。嘉永5年（1853年）8月より翌6年10月まで大坂の高瀬大助に雑科を学び、更に同年11月より安政2年（1855年）まで華岡準平に、外科を学んだ。更に笠原元春に産科を修行して帰郷し、安政2年（1855年）5月より中野村で開業した。
明治23年（1890年）7月17日に没した。戒名は節温良謙居士。

## 系譜

### 景山（蔭山）家
景山良斎実家の景山家は中野村で当代で十四代を算える旧家で、良斎家はその別家として医業をしたもので、良斎はその四代目である。家は通称修貞屋敷といい、景山立碩家の隣りである。
初代は戒名「龍堂雲臥居士」文政10年（1827年）正月没で、医号、俗名は判らない。
二代は「完翁機全信士」天保9年（1838年）没で、やはり医号、俗名は不明である。
三代は、修貞といい、戒名「術道医徳居士」万延2年（1861年）2月に没した。修貞は産科、婦人科を得意とし、近在に有名であったという。
良斎は甥の熊蔵を本家の養子に入れて十代目を継がせたが、その熊蔵にも子がなく、夫婦養子として、景山昇、りよを入れて本家を継がせた。
良斎の子・弘（幼名は弥太郎、成人後は弘又は公、通称はサカエ）も医師となったが、その業績は明らかでない。
弘の子よしえは大阪の古山家に嫁いだが、中野村の景山家を継ぐものがなく、よしえに縁戚の子桂子を養女に入れて相続させた。桂子、温子は薬剤師に、知子は看護師になっている。
中野村（現在の境港市中野町）には景山姓が多い。同族は近在に多くある。景山氏は尼子氏の遺臣・景山道観の末裔と伝えられる。郷土資料によると、もと“蔭山”を11代の義春から“景山”と改めた。初代木島立碩（景山義春）は長三郎の子として生まれ、京の木島氏（このしまし）に医を学んだ。木島を称するのは師の顧命によるものであり、子がなかったので甥の粛を養子にした。粛は文化年間に京の服部大方に学び、帰郷して文政の頃より医家のかたわら私塾を開いて子弟に教えた。粛の私塾に学んだ人たちの中から幕末・明治維新に多くの志士が輩出した。粛の子龍造は、江戸の梁川星巌に学び、京の三条実万に仕え、のち鳥取藩の学館教授となった。景山塾出身の志士たちとともに、激動の維新史に大きな足跡を残した。龍造の長男道遠は、明治5年（1872年）境郷校開設の時、初代校長を務め、明治8年（1875年）皇漢学所の教授となり、明治10年（1877年）京都府師範学校に転じ、明治12年（1879年）に帰郷した。

## 資料

### 初代木島立碩墓碑
- 粛が養父(初代)立碩のために「先考石碑銘并序」を次のように刻んでいる

先考氏景山、名義春、字立碩、粛之考七右衛門者其兄也、父称長三郎農夫也、性剛毅而有奇才、聞善若驚疾悪如讐、以節倹治家致貨以恵子孫、甫弱冠有高志、傷世多夭横、乃学医京千木嶋子、敏悟之質夙極其秘薀頗精干瘂科治方之活桟(中略)

### 影山日記
- 時に寛政六（1794年）寅歳、先年の語り伝へ知るし置。大家と言は、先年後醍醐天皇様御こしかけ遊ばされ候家也。之により大家と言。大家の先祖影山道くわんと言人也。又与次郎・与三郎・伊三郎と言名は有けれ共、先後は知れず大家の家、是迄凡弐拾代と言る也(下略)

### 家譜・景山道遠家
- 先祖は景山道観と申候者に御座候。道観より道遠父立碩迄世々伯耆会見郡中野村え住居仕り同族も数多蔓延仕り居り申候後鳥羽帝隠岐え御遷幸之節、御宿申上候事村之故老申伝居候得共、元禄元年焼失之刻家譜類残らず焼失仕り候由(下略)

## 関連
- 景山立碩